# Спартанская похлёбка
Суровые жители Спарты ели эту похлёбку с удовольствием, но все прочие греки находили её отвратительной и несъедобной. Шутки, связывающие легендарную храбрость спартанцев с чёрной похлёбкой, встречаются у многих древних авторов. Суть всех этих шуток сводится к тому, что тем, кто постоянно ест столь невкусное блюдо, нет смысла дорожить жизнью.
Спарта́нская похлёбка, известна также как чёрная кровяна́я похлёбка — одно из блюд спартанцев, похлёбка из свиных ножек и крови с чечевицей, уксусом и солью. Некоторые гастрософы объясняли военные успехи спартанцев тем, что они предпочитали погибнуть в бою, лишь бы не есть эту непритязательную и невкусную похлёбку.

## История о чёрной похлёбке
Многие авторы по-разному рассказывают историю о «чёрной похлёбке» спартанцев.
- Персидский царь, когда был в Греции, заставил пленного спартанца сварить ему такую похлёбку, попробовал и сказал: «Теперь я понимаю, почему спартанцы так храбро идут на смерть: им милее гибель, чем такая еда»[3].

- Плутарх пишет:

"Старики отказывались от мяса, отдавая свою долю молодым, а сами наливали себе своё кушанье, похлёбку. Говорят, один понтийский царь купил себе даже спартанского повара исключительно для приготовления «чёрной похлёбки», но, когда попробовал её, с отвращением выплюнул и страшно рассердился. «Царь, — сказал повар, — прежде чем есть эту похлёбку, нужно выкупаться в Эвроте!»

- В третьей части «Путешествий Гулливера», где жители острова Глаббдобдриб[англ.] по просьбе рассказчика вызывают ду́хов умерших (в том числе исторических лиц), Гулливер повествует: «Один илот Агесилая сварил нам спартанскую похлёбку, но, отведав её, я не мог проглотить второй ложки».

## Супы с использованием крови
Рецепт чёрной похлёбки не сохранился, однако супы с использованием крови и в настоящее время употребляются в разных странах мира.

Супы с использованием крови
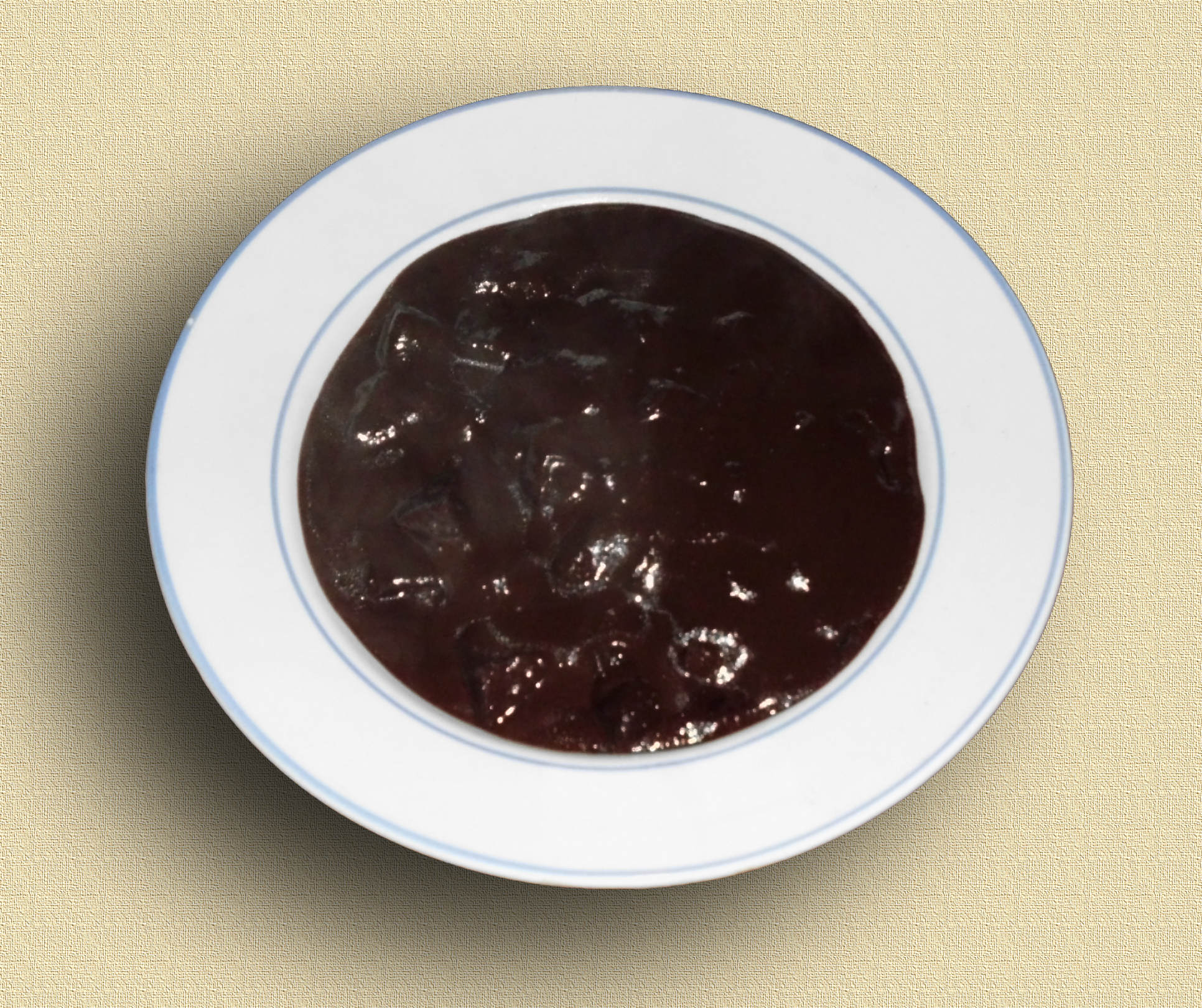
Шварцзауэр, Германия
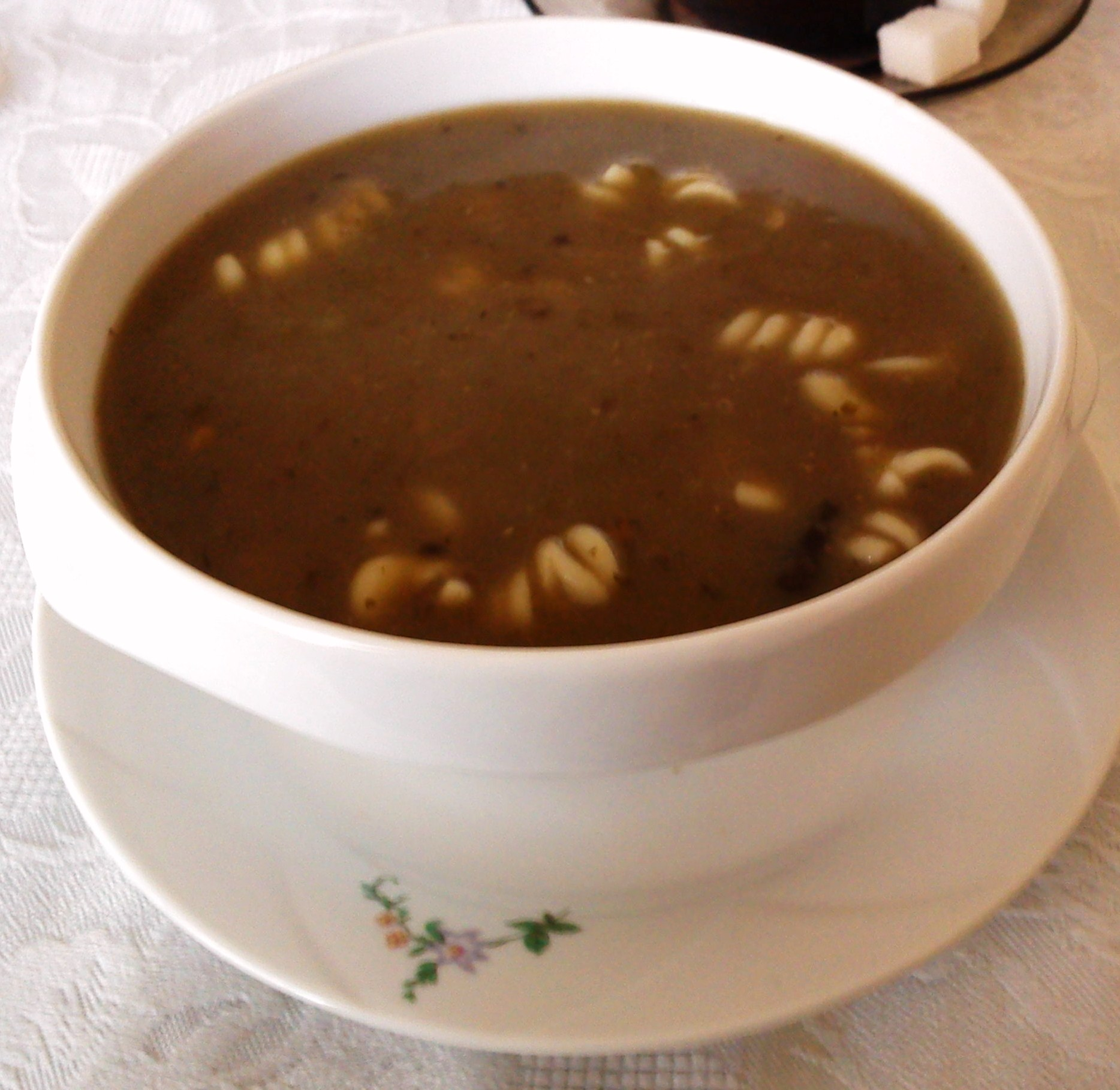
Чёрная поливка или чернина. Польша и Литва
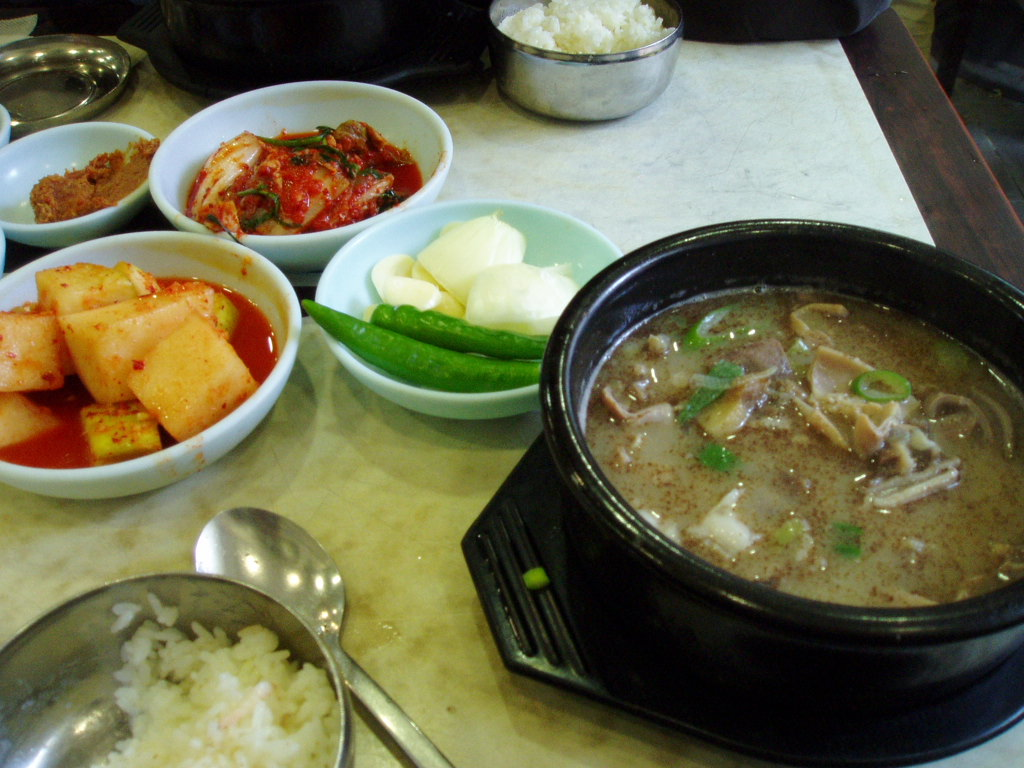
Чёрный суп. Корея